# Marc Chagall
Marc Chagall (Vitebsk, Império Russo (atualmente Belarus), 6 de julho de 1887 — Saint-Paul-de-Vence, França, 28 de março de 1985) foi um pintor, ceramista e gravurista surrealista judeu belaruso-francês.

## Biografia
Nascido Mojša Zacharavič Šahałaŭ (em bielorrusso, Мойша Захаравіч Шагалаў; em russo, Мовшa Хацкелевич Шагалов, romanizado Movsha Zatskelevich Shagalov), no seio de uma família judaica, na sua juventude entrou para o ateliê de um retratista famoso da sua cidade natal. Lá aprendeu não só as técnicas de pintura, como a gostar e a exprimir-se nessa arte. Ingressou, posteriormente, na Academia de Arte de São Petersburgo, de onde rumou para a próspera cidade-luz, Paris.
Ali entrou em contacto com as vanguardas modernistas que enchiam de cor, alegria e vivacidade a capital francesa. Conheceu também artistas como Amedeo Modigliani e La Fresnay. Todavia, quem mais o marcou, deste próspero e pródigo período, foi o modernista Guillaume Apollinaire, de quem se tornou grande amigo.
É também neste período que Chagall pinta dois dos seus mais conhecidos quadros: Eu e a aldeia e O Soldado bebé, pintados em 1911 e 1912, respectivamente.
Os títulos dos quadros foram dados por Blaise Cendrars. Coube a Guillaume Apollinaire selecionar as obras que seriam posteriormente expostas em Berlim, no ano em que a Primeira Guerra Mundial rebentou, em 1914.
Neste ano, após a explosão da guerra, Marc Chagall volta ao seu país natal, sendo, portanto, mobilizado para as trincheiras. Todavia, permaneceu em São Petersburgo, onde casou um ano mais tarde com Bella, uma moça que conheceu na sua aldeia.
Depois da grande revolução socialista na Rússia, que pôs fim ao regime autoritário czarista, foi nomeado comissário para as belas-artes, tendo inaugurado uma escola de arte, aberta a quaisquer tendências modernistas. Foi neste período que entrou em confronto com Kasimir Malevich, acabando por se demitir do cargo.
Retornou então, a Paris, onde iniciou mais um pródigo período de produção artística, tendo mesmo ilustrado uma Bíblia. Em 1927, ilustrou também as Fábulas de La Fontaine, tendo feito cem gravuras, somente publicadas em 1952. São também deste ano conhecidas as suas primeiras paisagens.
Visitou em 1931 a Palestina e, depois, a Síria, tendo publicado, em memória destas duas viagens o livro de carácter autobiográfico Ma vie (em português: "Minha vida").
Desde 1935, com a perseguição dos judeus e com a Alemanha prestes a entrar em mais uma guerra, Chagall começa a retratar as tensões e depressões sociais e religiosas que sentia na pele, já que também era judeu convicto.
Anos mais tarde, parte para os Estados Unidos, onde se refugia dos alemães. Lá, em 1944, com o fim da guerra a emergir, Bella, a sua mulher, falece, facto que lhe causa uma enorme depressão, mergulhando novamente no mundo das evocações, dos chamamentos, dos sonhos. Conclui este período com um quadro que já havia iniciado em 1931: Em torno dela.
Dois anos depois do fim da guerra, regressa definitivamente à França, onde pintou os vitrais da Universidade Hebraica de Jerusalém.
Na França e nos Estados Unidos pintou, para além de diversos quadros, vitrais e mosaicos. Explorou também os campos da cerâmica, tema pelo qual teve especial interesse.
Em sua homenagem, em 1973 foi inaugurado o Museu da Mensagem Bíblica de Marc Chagall, na famosa cidade do sul da França, Nice. Em 1977 o governo francês condecorou-o com a Grã-cruz da Legião de Honra.
Tendo sido um dos melhores pintores do século XX, Marc Chagall faleceu em Saint-Paul-de-Vence, no sul da França, em 1985.

## Algumas obras

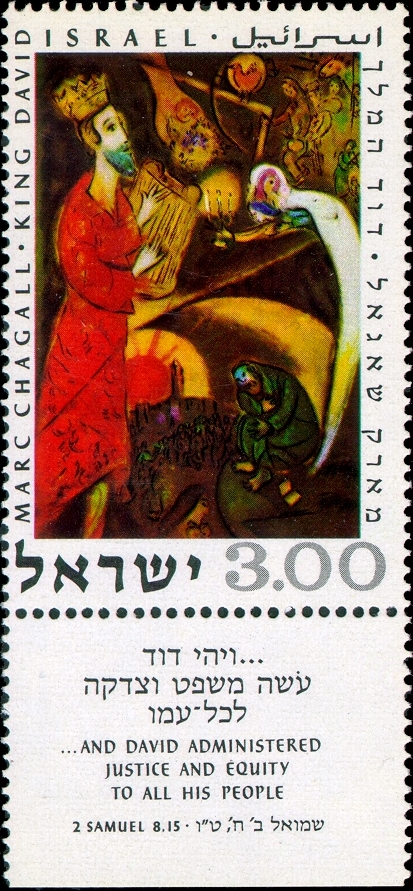
Selo israelense emitido em 1969 com o quadro "Rei Davi" de Chagall

- Apocalipse em Lilás, Capricho
- Eu e a princesa, 1911
- O prometido, 1911
- A Chuva, 1911
- Maternidade, 1912
- o Violinista, 1912
- Calvário (Gólgota), 1912
- Paris à Janela, 1913
- Sobre Vitebsk, ca. 1914
- Mania cortando o pão, 1914
- O violinista verde, 1923-1924
- A sirene, 1945
- A Praça da Concórdia, Paris, 1960
- Vila cinzenta, 1964
- Cesta de frutas e ananás, 1964
- O círculo vermelho, 1966
- Alegria, 1980
- Canção: A tora vermelha, 1981
- O palhaço voador, 1981
- A Travesia Do Mar Vermelho